# Adippe inaequalis
Adippe inaequalis är en insektsart som beskrevs av Fowler. Adippe inaequalis ingår i släktet Adippe och familjen hornstritar. Inga underarter finns listade i Catalogue of Life.